# Bleurville
Bleurville é uma comuna francesa na região administrativa do Grande Leste, no departamento de Vosges. Estende-se por uma área de 20.25 km², e possui 303 habitantes, segundo o censo de 2018, com uma densidade de 15 hab/km².